# 건설워커
건설워커는 대한민국의 건설 전문 취업 포털이다.

## 개요
건설워커는 1997년 천리안, 하이텔, 유니텔, 나우누리 등 PC통신망을 통해 건설 구인구직 서비스를 시작했다. 1999년 7월에 인터넷 취업플랫폼 건설워커 사이트를 열었다. 건축, 토목, 인테리어, 플랜트설비, 조경, 설계·엔지니어링, 감리, CM, 자재, 부동산 등 건설산업 부문에 특화된 채용정보를 제공한다.

## 제공 서비스

### 구인구직
건설산업 채용정보, 건설기술인력DB정보, 국토교통부 시공능력평가액 정보, 국가기술자격정보, 헤드헌팅 정보를 제공하고 있다.

### 건설워커 랭킹
건설워커는 2002년 6월부터 매월 종합건설, 전문건설, 엔지니어링, 건축설계, 인테리어 등 총 5개 부문에서 '일하고 싶은 건설기업'의 순위를 발표하고 있다.

### 토건 시공능력평가액 순위 톱100
연도별 국내 종합건설사 시공능력평가액 순위 톱100과 전체 순위 정보를 제공한다.
시공능력평가제도란 국토교통부가 전국 건설업체를 대상으로 ①전년도 공사실적, ②경영 및 재무상태 ③기술능력 ④신인도 등을 종합적으로 평가하여, 각 업체가 1건 공사를 수행할 수 있는 능력을 금액(시공능력평가액)으로 환산한 뒤 매년 7월 말 공시하는 제도다. 발주자는 평가액을 기준으로 적정한 건설업체를 선정하는데 참고할 수 있다. 또 조달청에서는 등급별 유자격자명부, 도급하한제 근거로 활용한다.

### 네이버 채용정보 컬렉션
2021년 3월부터 네이버 통합검색 내 채용정보 컬렉션에 건설워커 채용공고를 실시간 제공하고 있다. 모바일 버전은 2020년 12월 출시했다.

### 인터넷 건설 증명 발급
대한건축사협회, 대한전문건설협회, 한국건설기술인협회, 대한측량협회, 대한건설협회, 한국건설감리협회 등은 인터넷으로 제증명의 발급을 지원하고 있다. 건설워커는 인터넷 건설 증명 발급처들을 한곳에 모아 안내한다. 
건설워커는 2020년 12월 구직회원들이 등록한 온라인 이력서 내에 국토교통부, 한국건설기술인협회 경력증명서 조회 확인 기능을 탑재했다. 구직자가 회원정보 수정 메뉴에서 협회 경력증명서 정보(문서확인번호, 발급일자)를 입력한 이후 기업이 해당구직자의 이력서를 열람하면 협회가 발급한 경력증명서 내용도 함께 확인할 수 있다.
- 협회별 인터넷 증명발급 종류
  - 대한건축사협회 : 보유증명서, 건설기술자 경력증명서, 설계업무 실적증명서, 공사감리업무 실적 증명서, 건설기술자 경력증명서 일괄 발급, 건축사 업무실적 법인실적 증명서(감리) 발급, 건축사 업무실적 개인실적 증명서(감리)발급
  - 대한전문건설협회 : 입찰관련 제증명 7종,  실적관련 1건, 시공능력관련 3건
  - 한국건설기술인협회 : 경력증명서, 보유증명서
  - 대한측량협회 : 경력증명서, 보유증명서
  - 대한건설협회 : 실적, 시공실적, 회원, 확인서 등 27개 증명서
  - 한국건설감리협회 : 감리원보유, 감리용역수행, 감리원 경력 확인서

## 제휴 기관
건설워커는 정부기관 및 민간단체, 공공기관과 제휴해 건설 채용정보를 공급하고 있다. 주요 제휴처로는 국토교통부, 한국건설기술인협회, 대한건설협회, 해외건설협회, 한국산업인력공단, 인크루트, 네이버, 구글, 이엔지잡, 커리어, 경총, 파인드잡, 가로수닷컴, e대한경제, 건설이코노미뉴스, 부동산신문, 뉴스에듀, 월간리크루트, 노사발전재단 중장년 일자리 희망센터, 해병대전략캠프, KT비즈메카 등이 있다.

## 같이 보기
- 대한건설협회
- 해외건설협회
- 한국산업인력공단
- 국토교통부
- 대한건축사협회
- 유종현